# Hedwiżyn
Hedwiżyn è una frazione del comune di Biłgoraj, nel distretto omonimo, nel voivodato di Lublino, nel sud-est della Polonia. Conta circa 600 abitanti.

## Geografia fisica
La frazione si estende per due chilometri e la strada che la attraversa è la provinciale nr. 858. Hedwiżyn si trova nella cosiddetta pianura di Biłgoraj (Równina Biłgorajska).

## Storia
La frazione fu fondata all'inizio del XIX secolo. Inizialmente fu chiamata Tereszpolski Susiec ed apparteneva alla famiglia Zamoyski. Durante la prima guerra mondiale, vicino al villaggio fu creata una ferrovia a scartamento ridotto che determinò lo sviluppo della frazione. Nel periodo tra le due guerre, la frazione viene ribattezzata Jadwiżyn..
Il 15 settembre 1939 il villaggio fu bombardato e una parte della popolazione rurale fu deportata dai tedeschi nel campo di concentramento di Majdanek, vicino a Lublino. Negli anni tra il 1975 e il 1998 Hedwiżyn amministrativamente apparteneva al capoluogo del voivodato di Lublino.

## Monumenti e luoghi d'interesse
- Chiesa di Santa Edvige (Św. Jadwiga Śląska), chiesa parrocchiale
- Impianto di produzione di mattoni fatti di calce e sabbia.